# フリチョフ・ナンセン級フリゲート
フリチョフ・ナンセン級フリゲート（ノルウェー語: fregatt-klassen "Fridtjof Nansen"、英: Fridtjof Nansen-class frigate）は、ノルウェー海軍のフリゲートの艦級。
本級はイージスシステムを搭載しており、これにより、ノルウェーはスペインに次いでヨーロッパで2番目のイージス艦の保有国となる。なお、その小さな艦型ゆえに、本級は「ミニ・イージス艦」と呼ばれることもある。

## 来歴
1960年代以降、ノルウェー海軍は旧式の駆逐艦の整理を進め、高速戦闘艇を主体として沿海域での作戦に重点をおいた艦隊編制を採用しており、外洋での作戦に適した水上戦闘艦としては、オスロ級フリゲート5隻が建造されたのみであった。同級はアメリカ海軍のディーレイ級護衛駆逐艦をタイプシップとしており、ノルウェー海軍の主力艦として度重なる近代改装を受けていたが、現代戦には対応できなくなっていた。
このことから、1990年代より代艦の建造計画が着手され、1997年3月、プロジェクト6088として設計定義がなされた。搭載する武器システムの選定に当たっては、イギリス・フランスのホライズン計画艦や、ドイツ・オランダ・スペイン（のちに脱退）のTFC計画艦も候補となったが、2000年3月、スペインのイサル社及びアメリカのロッキード・マーティン社によるイージス艦の建造が決定され、6月、ナバンティア（旧イサル）社との間で建造契約が締結された。

## 設計

### 船体

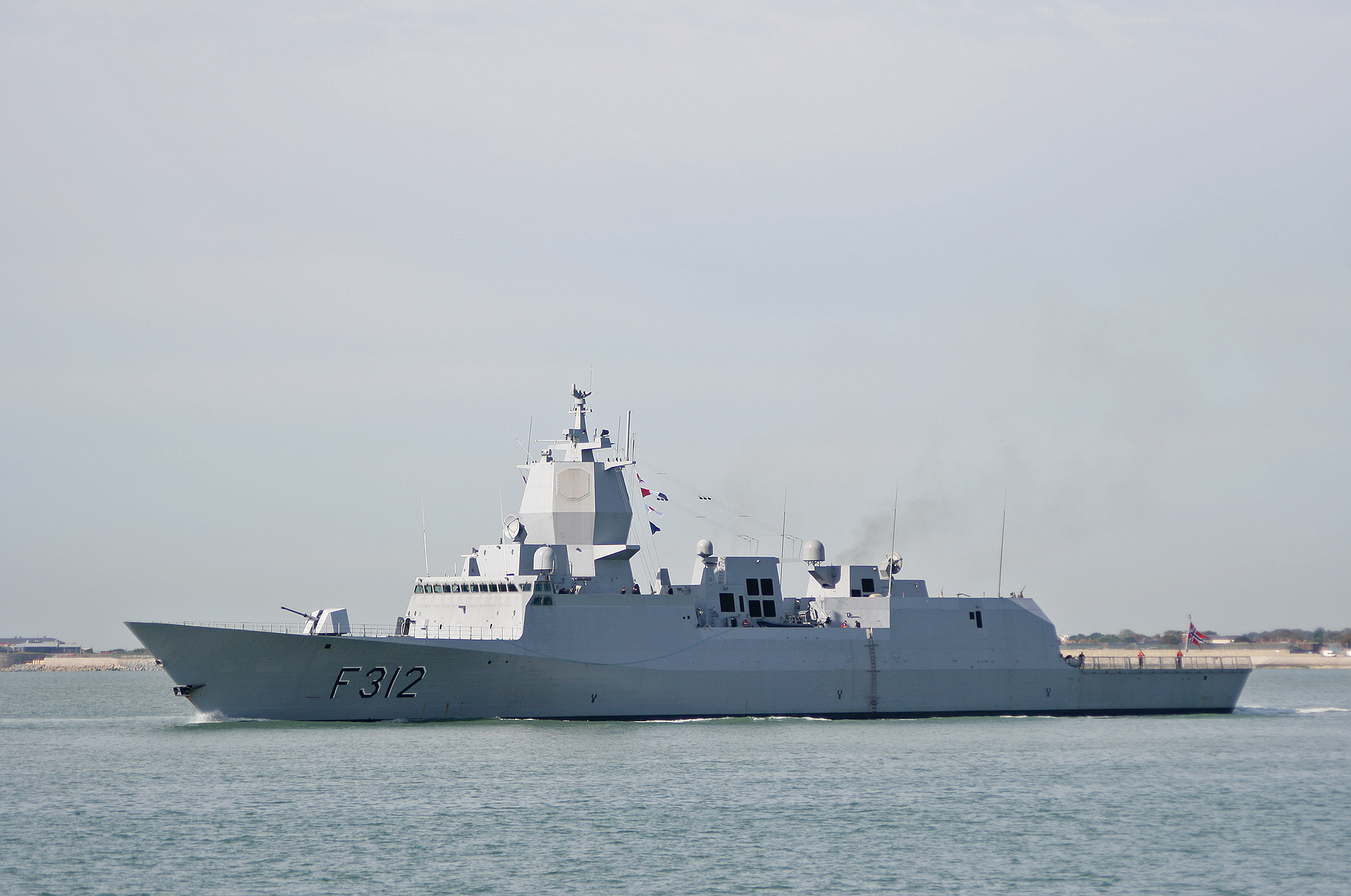
左舷から撮影された3番艦「オットー・スヴァドロップ」

本級はスペインのアルバロ・デ・バサン級フリゲートをタイプシップとしており、船型も同じ中央船楼型とされている（長船首楼を持つ傾斜船型という説もある）。レーダー反射断面積（RCS）の低減のため、主船体・上部構造物には傾斜が付されており、艦首から船楼後端にかけてナックルが続いている。
船体・上部構造物は鋼製であり、24個のモジュールにわけて建造された。主船体は13の防水区画に区分されており、2区画までの浸水に抗堪できる。また機関区画は前後2区画に分離されていると考えられている。4ヶ所のダメージコントロール・ステーションが配置されているほか、NBC防護措置も講じられている。
本級は高度に自動化されており、5000トン級という大きさにもかかわらず、乗員数は前任のオスロ級と同程度に抑えられている。

### 機関
主機関としては、当初は電気推進の採用が計画されたものの、電源の出力不足から断念され、最終的にCODAG方式が採用された。巡航時にはバサン-BRAVO 12Vディーゼルエンジン（単機出力6,000馬力）2基、高速航行時にはこれに加えてゼネラル・エレクトリック LM2500ガスタービンエンジン（28,832馬力）1基を用いて、減速機を介して可変ピッチ・プロペラ2軸を駆動する。また精密な操艦が求められる場合に備えて、隠顕式のバウスラスター（1,340馬力）1基も装備している。
電源としては、当初は電気推進用を含めて8,200キロワットを確保する予定であったが、上記の通り主機方式が変更されたことから、結局、MTU 12V396ディーゼルエンジンを原動機とする発電機（出力900キロワット）4セットを搭載した。690ボルトの主配電盤と、450ボルトの艦内サービス用配電盤が2基ずつ配置されている。
なお主機関は、操縦室のほか艦橋からの遠隔制御も可能であり、省力化のため、機械室の無人化（Mゼロ化）が行なわれている。

## 装備

### C4ISTAR
本級の中核的な装備となるのがイージス武器システム（AWS）である。本級の搭載システムは、アルバロ・デ・バサン級のDANCS（Distribute Advanced Naval Combat System）の系譜に属しており、イージスIWS（Integrated Weapons System）と称される。汎用フリゲートとして、要求仕様に艦隊防空能力が盛り込まれなかった一方、対水上・対潜戦への対応が重視されており、同国のコングスベルグ社によるMSI-2005F対水上・対潜戦システムを統合して開発された。
その主センサーとなるのがAN/SPY-1Fである。4面のアンテナは、艦橋構造に連続してその後部に設けられた八面体の塔状構造物の周囲に固定配置されている。全体的な印象としてはドイツのザクセン級フリゲートやオランダのデ・ゼーヴェン・プロヴィンシェン級フリゲートの装備構造に近い。
なおAN/SPY-1Fは、FARS（Frigate Array Radar System）として、フリゲートへの搭載を前提に、巡洋艦・駆逐艦搭載のAN/SPY-1をもとに小型化して開発されたものであり、アンテナ素子数は4,350個から1,856個に削減、また進行波管（TWT）も平均出力にしてAN/SPY-1Dの4割以下と低出力化したことにより、最大探知距離はAN/SPY-1Aの5割強程度とされている。
ソナーとしては、タレス社のスフェリオンMRS2000をバウ・ドームに収容して搭載したほか、曳航式のCAPTAS Mk.2(V)1も搭載される。
航海用のレーダー、ジャイロ、GPS、電子海図、操舵装置は、コングスベルク・マリタイム社製の統合艦橋システム（Integrated Bridge System: IBS）によって統合される。そのレーダーとしては、リットン・マリーン・システムズ社製のSバンド 水上レーダー1基と、同じくリットン社製のXバンド航海レーダー2基が搭載される。

### 武器システム
艦対空ミサイルの発射装置として、艦首甲板に8セルのMk.41 VLSを備えており、僚艦・個艦防空用のESSMを32発搭載している。もう8セル分の追加搭載余地は確保されているが、艦隊防空能力が求められなかったことから、他のイージス艦で搭載されているようなスタンダードミサイルを装備する具体的な計画は存在しない。
艦対艦ミサイルとしては、艦橋構造物直後両舷に国産のNSMの4連装発射筒を2基搭載している。また対潜兵器としては、艦中部船楼内に固定式の連装短魚雷発射管を備え、スティングレイ短魚雷を発射できる。
艦砲としては、艦首甲板に76mmスーパーラピッド砲を1基備えており、電子光学式のVIGY-20射撃指揮装置の指揮を受ける。
艦尾甲板はヘリコプター甲板とされており、その直前の船楼後端部に設けられた格納庫にはNFH90哨戒ヘリコプター1機を収容できる。また航空要員10名を乗艦させることができる。

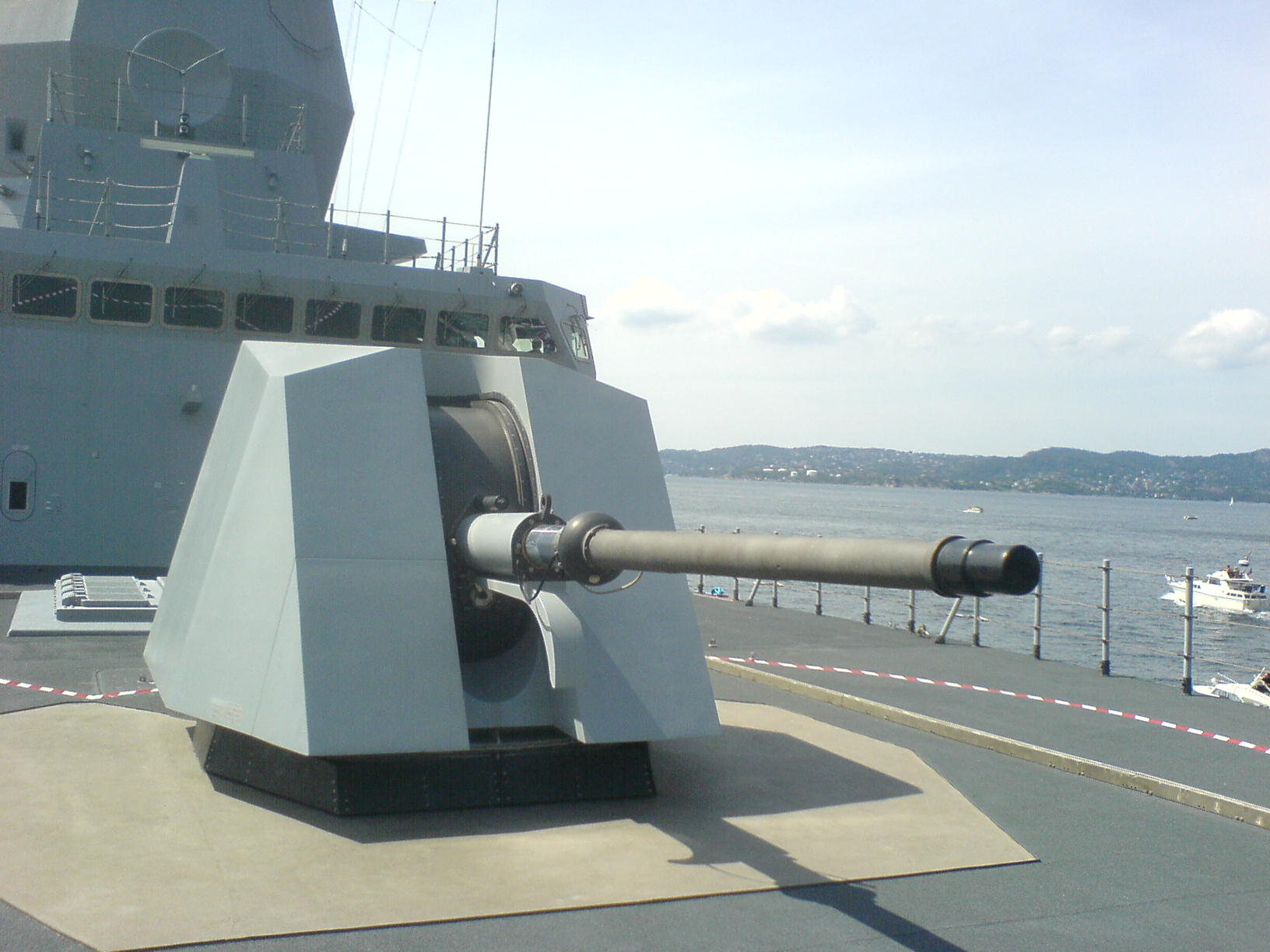
「フリチョフ・ナンセン」の76mm主砲
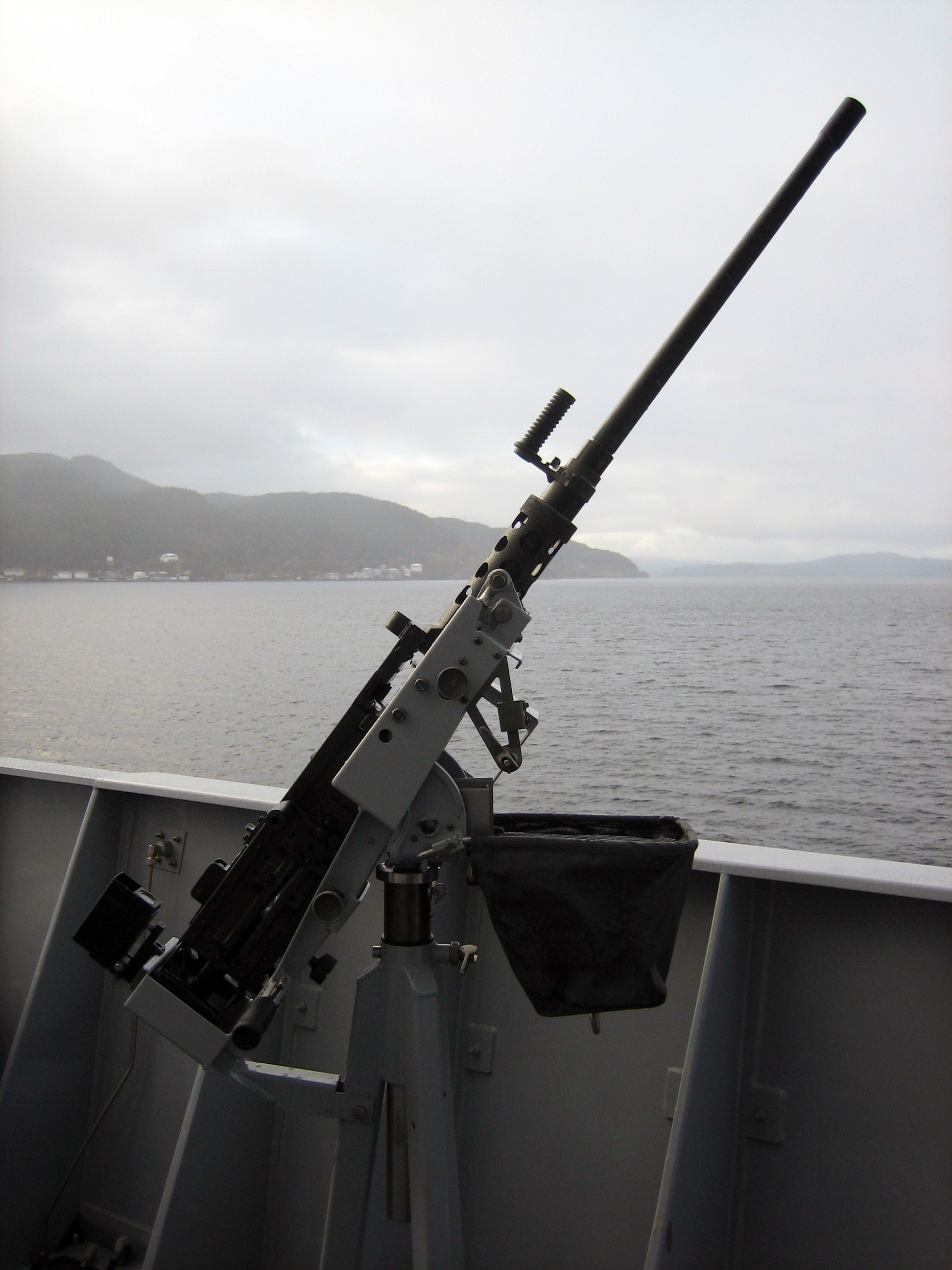
「オットー・スヴェルドルップ」のブローニング M2機銃

## 同型艦

### 一覧表
全艦がナバンティアのフェロル造船所で建造された。
| 艦番号 | 艦名                                           | 発注           | 起工            | 進水            | 就役           | 除籍           | 備考                                                             |
| ------ | ---------------------------------------------- | -------------- | --------------- | --------------- | -------------- | -------------- | ---------------------------------------------------------------- |
| F310   | フリチョフ・ナンセン KNM «Fridtjof Nansen»     | 2000年 6月23日 | 2003年 4月9日   | 2004年 6月3日   | 2006年 4月5日  |                |                                                                  |
| F311   | ロアール・アムンセン KNM «Roald Amundsen»      | 2000年 6月23日 | 2004年 6月3日   | 2005年 5月25日  | 2007年 5月21日 |                |                                                                  |
| F312   | オットー・スヴェルドルップ KNM «Otto Sverdrup» | 2000年 6月23日 | 2005年 5月25日  | 2006年 4月28日  | 2008年 4月30日 |                |                                                                  |
| F313   | ヘルゲ・イングスタッド KNM «Helge Ingstad» †   | 2000年 6月23日 | 2006年 4月28日  | 2007年 11月23日 | 2009年 9月29日 | 2019年 6月24日 | 2018年11月8日事故により大破。 その後引き揚げられるも修復を断念。 |
| F314   | トール・ヘイエルダール KNM «Thor Heyerdahl»    | 2000年 6月23日 | 2007年 11月23日 | 2009年 2月11日  | 2011年 1月18日 |                |                                                                  |

### 運用史
1番艦から3番艦までは、艦首と艦尾をノルウェーで作り、全体の建造はスペインで行われることとし、4番艦および5番艦はノルウェーでの建造が主体となることになっている。
2018年11月8日、4番艦「ヘルゲ・イングスタッド」は演習から帰還する途中で石油タンカー「ソラTS」と衝突、右舷側を大きく損傷した。乗員137名のうち8名が負傷したが、死者は出なかった。艦は沈没を避けるため意図的に座礁したものの、結局、塔型構造物の最上部を除いてほぼ完全に水没した。その後引き揚げ作業が実施され修復が検討されたが、修復費120億 – 140億クローネが同仕様の新造艦の建造費110億 – 130億クローネよりも高額となる上、修復できるかどうかも不透明であったため修復は断念された。これにより「ヘルゲ・イングスタッド」はイージス艦としては世界初となる喪失艦となった。

### 訴訟と和解
ヘルゲ・イングスタッドの喪失に関し、ノルウェー国防省は造船会社であるナヴァンティアに対し訴訟を起こした。ノルウェー国防省は、フリチョフ・ナンセン級に設計・構造上の欠陥があったにもかかわらず、ナヴァンティアが見過ごしていたと主張した。最終的に訴訟は和解で終結し、2025年6月2日にノルウェー国防省が発表した。和解によりナヴァンティアはフリチョフ・ナンセン級フリゲートのライフサイクルサポートおよびアップグレードを割引価格で請け負う契約を締結し、契約期間中の割引額の総額は最大4750万ユーロに達するとされている。ノルウェー国防省は、両者の協力関係が今後も続くことを強調している。